# Baggara
Los baggara o baqqarah (árabe: البقارة) son un pueblo beduino nómada que vive en África, en la zona que va desde el lago Chad hasta el río Nilo, en algunos estados de Sudán (en especial Darfur), Níger, Chad, Camerún, Nigeria, y la República Centroafricana. También se les conoce como árabes shuwa. Son ganaderos, y trashumantes. Viajan de las zonas de hierba en la estación de lluvias a las riveras fluviales en la estación seca. Muchos hablan shuwa, dialecto del idioma árabe. 
Muchos son musulmanes, se cree que pueden ser descendientes de las tribus árabes Juhayna, de origen libio que se asentaron en la región entre los siglos XIV y XVIII. 
Los Yanyauid son ganaderos baggara que tienen que ver con el conflicto de Darfur.
- Datos: Q799892
- Multimedia: Baggara / Q799892